# Burg Kretier (Raesfeld)
Die Burg Kretier ist eine abgegangene, hochmittelalterliche Motte zwei Kilometer nordwestlich der Stadt Raesfeld im Kreis Borken in Nordrhein-Westfalen an der Bekke.
Zu der Burg ist keine historische Überlieferung bekannt.

## Beschreibung
Auf dem Areal einer befestigten Flachsiedlung des 9./10. Jahrhunderts wurde wahrscheinlich im 11. oder beginnenden 12. Jahrhundert eine Turmhügelburg angelegt. Die Toranlage ist dendrochronologisch in das Jahr 1117 datiert worden. Die Aufgabe der Burganlage erfolgte wahrscheinlich in der zweiten Hälfte des 12. Jahrhunderts, denn bei den Grabungen wurde ein angekohlter Baumstamm mit der dendrochronologischen Datierung auf das Jahr 1152 geborgen.
Der nördliche Teil des Burggeländes wurde um 1880 eingeebnet, wobei der hier gelegene Turmhügel und der ihn umgebende innere Gräftenring vollständig zerstört wurden. Erhalten ist der südliche Teil der Anlage, der aus einer mit Wall und Graben befestigten Fläche von etwa 70 × 160 m Größe sowie einem Teil des mittleren, ursprünglich den Turmhügel kreisförmig umgebenden Wall- und Grabenrings besteht. Die Gesamtanlage soll 14 ha groß und von einem 5 m breiten und 1,5 m tiefen Graben umschlossen gewesen sein. Der Graben war auf beiden Seiten von Wällen begleitet, wobei auf dem Inneren eine Palisade stand. Zum Burghügel führte ein aufgeschütteter Damm, der an seinem Ende in einem hölzernen Kammertor mündete.
Die innere, rund 2,5 ha messende Vorburg war durch einen Quergraben zweigeteilt und von einer äußeren, rund 1 ha großen Vorburg im Süden, Osten und Westen umschlossen. Bei Ausgrabungen wurde 1953 und 1956/57 auf der Vorburg ein Holzgebäude freigelegt, das über einem Grubenhaus des 8./9. Jahrhunderts lag. Außerdem wurde ein Backofen dokumentiert.